# Nurkovac
Nurkovac är en ort i Kroatien.   Den ligger i länet Slavonien, i den östra delen av landet, 140 km öster om huvudstaden Zagreb. Nurkovac ligger 161 meter över havet och antalet invånare är 245.
Terrängen runt Nurkovac är kuperad söderut, men norrut är den platt. Nurkovac ligger nere i en dal. Runt Nurkovac är det ganska tätbefolkat, med 90 invånare per kvadratkilometer. Närmaste större samhälle är Požega, 6,1 km öster om Nurkovac. I omgivningarna runt Nurkovac växer i huvudsak lövfällande lövskog.